# Trance Allstars

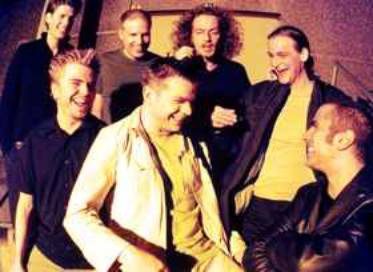
Trance Allstars

Trance Allstars ist ein Musikprojekt im Bereich Trance.

## Hintergrund
Das Musikprojekt besteht aus den Produzenten und DJs ATB, DJ Mellow-D, Schiller, Sunbeam, Talla 2XLC und DJ Taucher.
Ihre ersten Produktionen Ready to Flow und The First Rebirth konnten sich in den Top 20 der deutschen Singlecharts platzieren. Häufig handelte es sich bei ihren Produktionen um Remixe von Tranceklassikern. Die Single Go war eine Art Hommage an den Originalinterpreten Moby und The First Rebirth, sampelte das Intro des B Filmes Hard Ticket to Hawaii, von Jay Molina. Die letzte Single Lost in Love, ursprünglich von Legend B, schaffte es mit über 20.000 verkauften Vinyls auf Platz 21 der Charts.

## Diskografie

### Alben
| Jahr | Titel Musiklabel                                 | Höchstplatzierung, Gesamtwochen, AuszeichnungChartplatzierungen (Jahr, Titel, Musiklabel, Platzierungen, Wochen, Auszeichnungen, Anmerkungen) | Höchstplatzierung, Gesamtwochen, AuszeichnungChartplatzierungen (Jahr, Titel, Musiklabel, Platzierungen, Wochen, Auszeichnungen, Anmerkungen) | Höchstplatzierung, Gesamtwochen, AuszeichnungChartplatzierungen (Jahr, Titel, Musiklabel, Platzierungen, Wochen, Auszeichnungen, Anmerkungen) | Höchstplatzierung, Gesamtwochen, AuszeichnungChartplatzierungen (Jahr, Titel, Musiklabel, Platzierungen, Wochen, Auszeichnungen, Anmerkungen) | Anmerkungen                           |
| Jahr | Titel Musiklabel                                 | DE | AT | CH | UK | Anmerkungen                           |
| ---- | ------------------------------------------------ | --- | --- | --- | --- | ------------------------------------- |
| 2000 | Worldwide Kontor Records / Polydor (UMG)         | DE15 (8 Wo.)DE | — | CH37 (7 Wo.)CH | — | Erstveröffentlichung: 13. März 2000   |
| 2002 | Synergy II – The Story Continues Zeitgeist (UMG) | DE19 (4 Wo.)DE | — | — | — | Erstveröffentlichung: 12. August 2002 |

### Singles
| Jahr | Titel Album                                   | Höchstplatzierung, Gesamtwochen, AuszeichnungChartplatzierungen (Jahr, Titel, Album, Platzierungen, Wochen, Auszeichnungen, Anmerkungen) | Höchstplatzierung, Gesamtwochen, AuszeichnungChartplatzierungen (Jahr, Titel, Album, Platzierungen, Wochen, Auszeichnungen, Anmerkungen) | Höchstplatzierung, Gesamtwochen, AuszeichnungChartplatzierungen (Jahr, Titel, Album, Platzierungen, Wochen, Auszeichnungen, Anmerkungen) | Höchstplatzierung, Gesamtwochen, AuszeichnungChartplatzierungen (Jahr, Titel, Album, Platzierungen, Wochen, Auszeichnungen, Anmerkungen) | Anmerkungen                                            |
| Jahr | Titel Album                                   | DE | AT | CH | UK | Anmerkungen                                            |
| ---- | --------------------------------------------- | --- | --- | --- | --- | ------------------------------------------------------ |
| 1999 | The First Rebirth Worldwide                   | DE18 (12 Wo.)DE | — | CH45 (10 Wo.)CH | — | Erstveröffentlichung: 18. Oktober 1999                 |
| 2000 | Ready to Flow Worldwide                       | DE35 (7 Wo.)DE | — | CH83 (3 Wo.)CH | — | Erstveröffentlichung: 28. Februar 2000                 |
| 2002 | Lost in Love Synergy II – The Story Continues | DE21 (9 Wo.)DE | AT39 (7 Wo.)AT | CH62 (6 Wo.)CH | — | Erstveröffentlichung: 18. März 2002 Original: Legend B |
| 2002 | Go Synergy II – The Story Continues           | DE38 (6 Wo.)DE | AT52 (3 Wo.)AT | — | UK85 (1 Wo.)UK | Erstveröffentlichung: 4. Juni 2002                     |
| 2025 | Let's All Be Stars Kontor Records             | DE—DE | — | — | — | Erstveröffentlichung: 28. März 2025                    |